# Карл Лудвиг Мишле
Карл Лудвиг Мишле (на немски: Karl Ludwig Michelet, на български се среща и като Михелет) (4 декември 1801 - 16 декември 1893) е германски философ, ученик на Хегел и негов последовател. От 1832 до 1842 г. издава събраните съчинения на Хегел, а през 1845 г. създава Берлинското философско общество, което има за цел да продължи хегеловия интерес в Германия.